# Baker (kraamverzorgster)

Baker in het gezin, ca 1890

Een baker was een soort kraamverzorgster. Ze begeleidde de vroedvrouw en was al een paar dagen vóór de bevalling in huis. Ieder dorp had tot in de twintigste eeuw verschillende bakers.
Een baker moest iemand zijn met veel ervaring, liefst met eigen kinderen en met een zacht lichaam. Het waren toegewijde vrouwen, gehecht aan oude beproefde methodes. De baker was de rots, waaraan de onervaren jonge ouders zich konden vastklampen. De baker was alleen overdag aanwezig en nam de baby's avonds mee naar huis, of zij woonde tijdelijk bij het gezin in.
De baker was ongeschoold. Pas rond 1900 werden er bakercursussen opgezet. Deze waren niet meteen succesvol, omdat bijgeloof bleef bestaan. Zo vond men dat een kind spruw moest krijgen, omdat deze aandoening zich anders rond het 50e levensjaar zou voordoen, met dodelijke afloop.
In 1911 werd door kruisverenigingen de cursus kraamvrouwenverpleging opgezet. Na de professionalisering van het beroep kregen bakers echter een slechte naam.
De naam 'baker' komt van de term bakeren: na de bevalling werd de baby strak in doeken gewikkeld waarbij de armpjes stijf tegen het lichaam werden gedrukt.
De langwerpige, lage mand of houten bak waarin de baker zat en de baby op schoot verzorgde, werd een bakermat genoemd. Hiervan afgeleid is de overdrachtelijke betekenis van de plek waar iemand geboren is of zijn opvoeding heeft genoten.

## Bakerpraatjes
Omdat bakers ongeschoold waren vertelden zij soms dingen die medisch gezien niet klopten, de zogenaamde bakerpraatjes.